# Hjallerup Idrætscenter
Hjallerup Idrætscenter beliggende Idræts Allé 1 i 9320 Hjallerup. 
Hjallerup idrætscenter består af to idrætshaller, 25 m svømmebassin, motionscenter, idrætsal, motionscenter med spinning og hold fitness samt cafeteria og fem mødelokaler med mulighed for møder fra 4 - 100 personer.
Hjallerup idrætscenter blev indviet i 1969, som Hjallerup hallen.
Hjallerup Idrætscenter rummer flere forskellige idrætsgrene som håndbold og fodbold (Hjallerup Idrætsforening), svømning (Søhesten), gymnastik, volleyball og line dance (Hjallerup Gymnastikklub), bordtennis (Hjallerup Bordtennisklub,  badminton (Hjallerup Badmintonklub) samt motionscenter med spinning- og fitnesslokale.